# Ramalho Ortigão
José Duarte Ramalho Ortigão (Oporto, 24 de noviembre de 1836 - Lisboa, 27 de septiembre de 1915) fue un escritor y polemista portugués.
Comenzó su carrera literaria en Oporto, como crítico literario y folletinista del periódico Jornal do Porto. Fue amigo de Eça de Queirós, con quien escribió El misterio de la carretera de Sintra (O Mistério da Estrada de Sintra, 1871), que se publicó como folletín en el Diario de Notícias, y las Farpas, crónicas políticas, literarias y de costumbres, de aparición mensual.
Otras obras suyas son: Literatura de Hoje (1866), Em Paris (1868), Contos Cor-de-Rosa (1870), Banhos de Caldas e Águas Minerais (1875), As Praias de Portugal (1876), Notas de Viagem (1878), A Holanda (1885), John Bull (1887), O Culto da Arte em Portugal (1896) y El-Rei D. Carlos o Martirizado (1908).
Perteneció al grupo de los Vencidos da Vida.